# Scorpaenopsis pusilla
Scorpaenopsis pusilla är en fiskart som beskrevs av Randall och William N. Eschmeyer 2001. Scorpaenopsis pusilla ingår i släktet Scorpaenopsis och familjen Scorpaenidae. Inga underarter finns listade i Catalogue of Life.